# David Faiman
David Faiman (né en 1944 au Royaume-Uni) est un ingénieur et physicien britannique et israélien. 

## Biographie
Faiman a fréquenté l'université de Londres et soutenu sa thèse de doctorat à l'université de l'Illinois en 1969. En septembre 1973, Faiman immigre en Israël (il accomplit son aliyah) deux semaines avant la guerre du Kippour. Il travaille à l'Institut Weizmann comme physicien théorique jusqu'à son recrutement en 1976 par Amos Richmond, qui lui demande son aide dans la fondation du Jacob Blaustein Institutes for Desert Research (part de l'université Ben Gourion du Néguev), à Sde Boker. Il commence alors à concentrer ses recherches au domaine des applications de l'énergie solaire. Il devient professeur titulaire à l'université Ben Gourion en 1995. Il y est professeur de physique, et directeur du département de l'énergie solaire et de la physique environnementale à l'institut Blaustein.
Faiman vit à Sde Boker, dans une maison solaire passive où la régulation thermique est entièrement prise en charge par l'énergie solaire.

## Carrière
Les travaux de Faiman se concentrent sur la génération plus efficace d'électricité par concentration des rayons solaires sur les panneaux solaires.